# Camazotz
Pour l’article homonyme, voir Zotz.

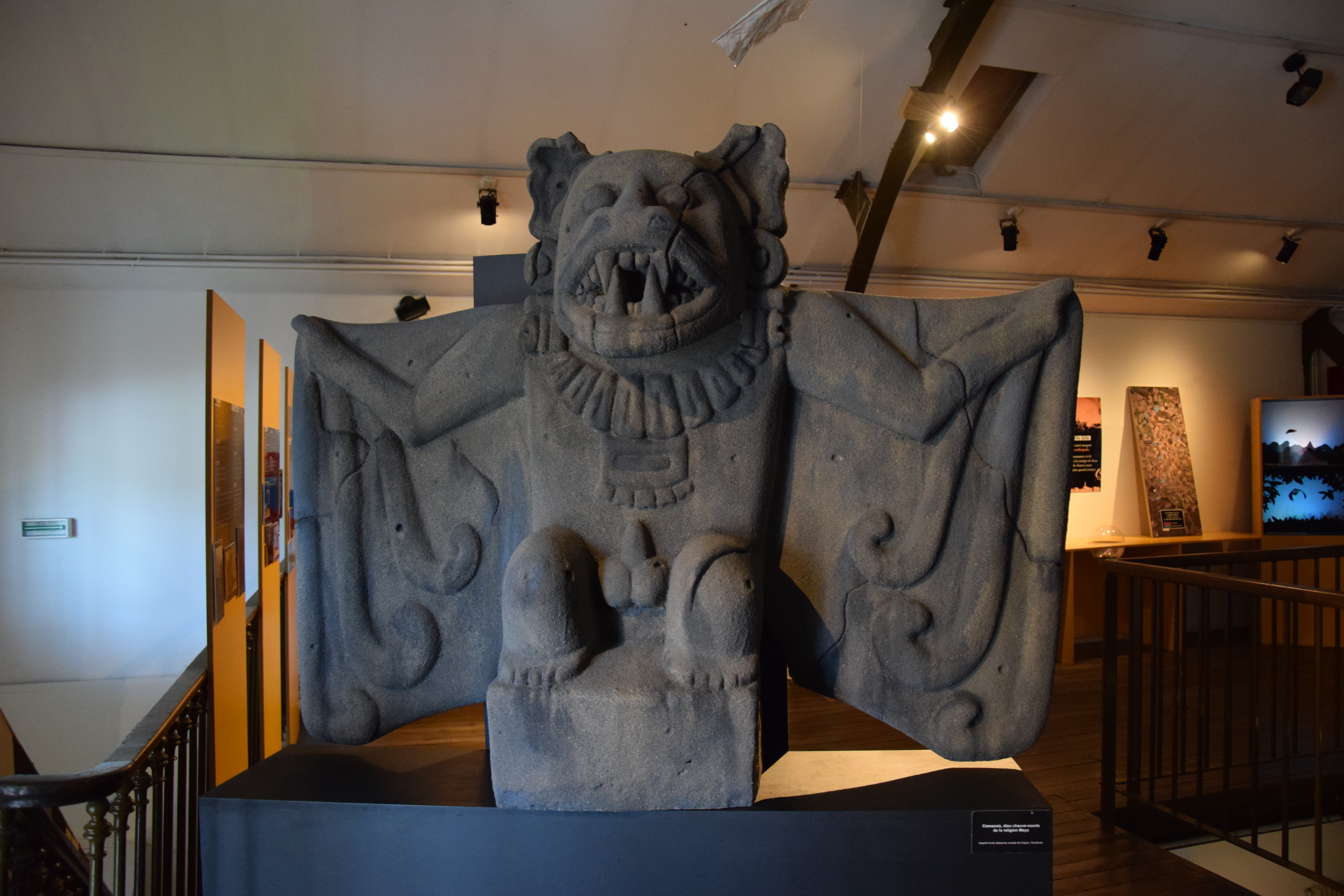
Statue du Dieu Camazotz.

Dans la religion maya, Camazotz est un dieu chauve-souris. On le décrit comme une créature dotée d'un corps humain et d'une tête de chauve-souris, animal qui, dans la culture maya, est associé à la nuit, à la mort et au sacrifice. Le culte de ce dieu commence vers 100 av. J.-C. dans l'Oaxaca, chez les Zapotèques, avant de se propager chez les mayas Quiché, qui assimilent Camazotz à leur dieu du feu  Zotzilaha Chamalcan. 
Dans le Popol Vuh, une des épreuves que les Seigneurs de Xibalba imposent aux Jumeaux héroïques, Xbalanque et Hunahpu, consiste à passer une nuit dans la Demeure des Chauves-Souris, où ils doivent affronter Camazotz. Les deux frères se réfugient à l'intérieur de leurs sarbacanes, mais Hunahpu ne peut résister à la tentation de pointer sa tête hors de la sarbacane pour voir si le jour se lève et est décapité par Camazotz.

## Autres noms
- Zotz
- Sotz
- Cama-Zotz
- Zotzilaha Chamalcan
- Cama zotz